# Mario Javier Saban
Pour les articles homonymes, voir Saban (homonymie).
Mario Javier Saban (Buenos Aires, 12 février 1966) est un théologien argentin d'origine séfarade.
Mario Saban est un descendant de juifs espagnols réfugiés dans l'Empire ottoman en 1492. Il est un expert sur les origines du judaïsme et christianisme, et la philosophie juive. Il détient un doctorat en philosophie de l'Université Complutense de Madrid.
Fruit de ses profondes études théologiques sont les livres Les Racines juives du christianisme, La matrice juive du christianisme (I et II)  et Le judaïsme de Jésus, parmi d'autres.
En ce qui concerne la pensée juive, il a écrit un essai intitulé La matrice intellectuelle du judaïsme et la genèse de l'Europe.
Il a publié onze ouvrages en espagnol. Les racines juives du christianisme a été traduit en anglais sous le titre The Jewish roots of Christianity.
En juin 2007, il fonde, avec Malka González Bayo, Lina Camí et Matilde Rufach, l'association culturelle Tarbut Sefarad, vouée à la diffusion de la culture juive en Espagne. Il en est actuellement le président.

## Œuvres
- Judíos conversos (1990)
- Los hebreos nuestros hermanos mayores ou Judíos conversos II (1991)
- Los marranos y la economía en el Rio de la Plata ou Judíos conversos III (1992)
- Mil preguntas y respuestas sobre el judaísmo español y portugués  (1993)
- Las raíces judías del cristianismo (1994)
- El judaísmo de San Pablo (La matriz judía del cristianismo I (2003)
- El sábado hebreo en el cristianismo (La matriz judía del cristianismo II (2004)
- La matriz intelectual del judaísmo y la génesis de Europa (2005)
- La cronología del pensamiento judío (2007)
- Rambam, el genio de Maimónides (thèse de doctorat, 2008)
- El judaísmo de Jesús (2008)
- Sod 22: el secreto (1ª edición). Sabán. 2011.  (ISBN 978-987-23603-5-1). (OCLC 810290720).
- Maase Bereshit: el misterio de la creación (1ª edición). Saban. 2013  (ISBN 978-987-23603-6-8). (OCLC 1056085951).
- Sinagoga-Iglesia: la ruptura del siglo II (1ª edición). Roxana Saban. 2016  (ISBN 978-987-33-9954-1). (OCLC 1002378627).
- La cábala: la psicología del misticismo judío (1ª edición). Editorial Kairós. 2017  (ISBN 9788499884875). (OCLC 1049148203).
- La Merkabá: el misterio del Nombre de Dios (1ª edición). Sabán Mario Javier. 2018  (ISBN 9789874297631).
- 30 chispas de luz. Reflexiones cabalísticas para el día a dia. Mario Sabán. (2019)  (ISBN 9789878629933).
- Los Secretos de Dios-Sefer Atzilut: ¿Qué sucedió antes del Big Bang según la cábala? Mario Sabán. (2020).  (ISBN 9789878647449).
- Las estrategias del Satán: El mal desde la Cábala hebrea. Mario Sabán. Sabán  (ISBN 9789878680750).
- Talmid Mekubal: Aprendiz de Cabalista. Mario Sabán en coautoría con Gio Sarmiento, (2020)  (ISBN 9789878691312).
- Jesús Y La Cábala. Mario Sabán en coautoría con Ethel Turcios y Kenneth Menjivar. Sabán. (2021)  (ISBN 9789872360382).
- Daat. Las 44 energías ocultas del árbol de la vida La elevación de los niveles de conciencia según las antiguas enseñanzas cabalísticas. Mario Sabán. Jojmá ediciones. (2021)  (ISBN 9788412343595).
- Keter. El Éxtasis de la Eternidad. El poder de la Emuná desde la Cábala. Mario Sabán. editorial Kairós. (2023).
- Raz. El Mesías (enero de 2023)
- Joyas de la Cábala (febrero de 2024)
- El Misterio de la Cábala (junio de 2024) junto a Cuty Gorina